# Amadeus-Verleihung 2018

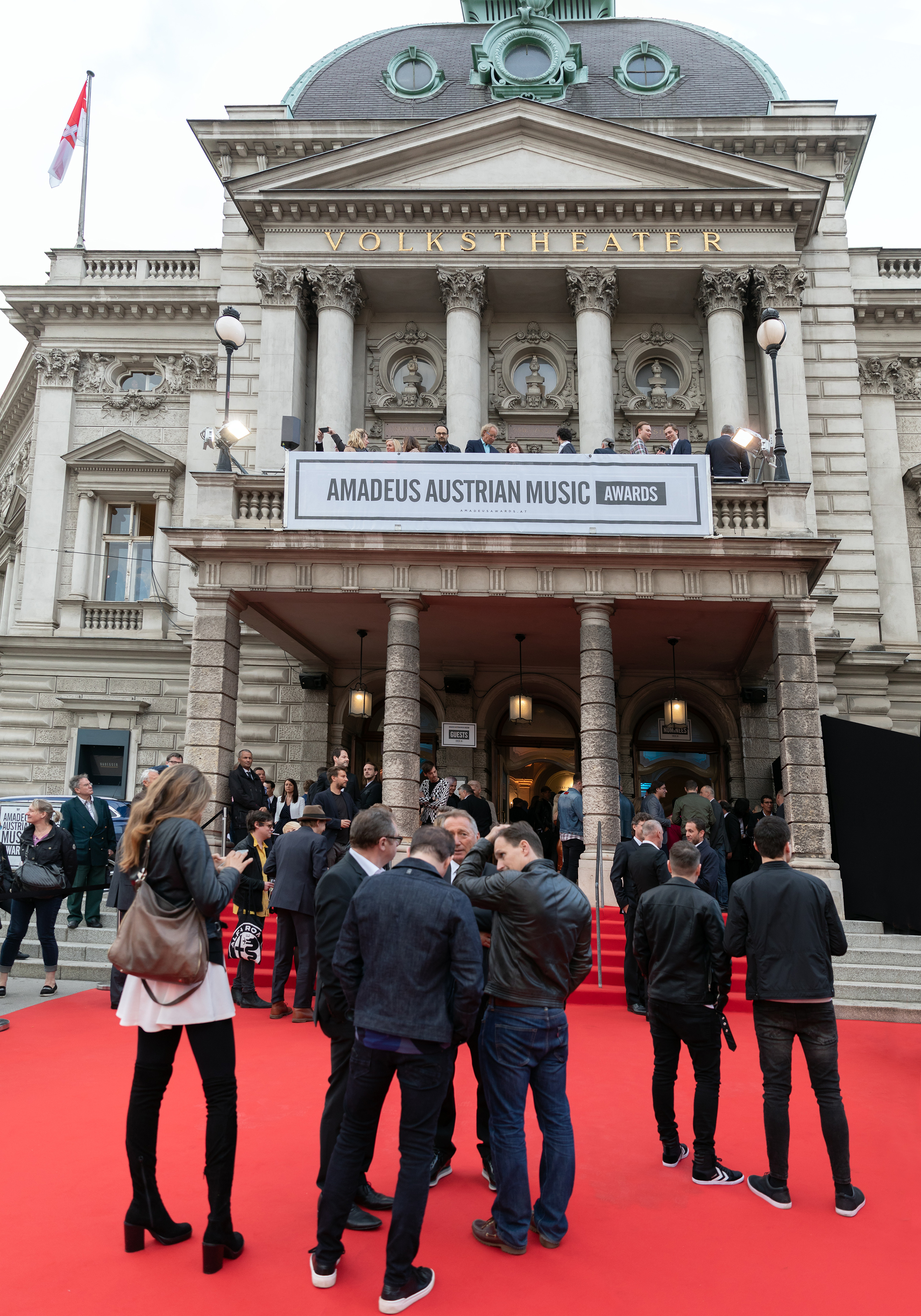
Amadeus Awards 2018 im Wiener Volkstheater

Die 18. Verleihung des Amadeus Austrian Music Award fand am 26. April 2018 im Volkstheater in Wien statt. Die Nominierungen für den FM4-Award wurden am 14. Februar 2018 bekanntgegeben, die Nominierungen in den weiteren Kategorien am 20. Februar 2018. Die Preisverleihung wurde zeitversetzt im ORF übertragen.

## Nominierung und Wahl
Bilderbuch und Wanda erhielten jeweils fünf Nominierungen, 5K HD, Pizzera & Jaus sowie RAF Camora wurden jeweils drei Mal nominiert. Jeweils zwei Nominierungen erhielten Ina Regen, Leyya, Mavi Phoenix und das Nockalm Quintett. Bilderbuch (Live Act des Jahres, Tonstudiopreis Best Sound) und Wanda (Song des Jahres, Pop / Rock) wurden in jeweils zwei Kategorien ausgezeichnet.
Um Doppelgleisigkeiten zu vermeiden, wurden die allgemeinen Genre-unabhängigen Kategorien Künstlerin, Künstler und Band nicht mehr zusätzlich, sondern nur noch innerhalb der Genre-Kategorien verliehen. Außerdem wurden Schlager und Volksmusik in einer Kategorie zusammengefasst.

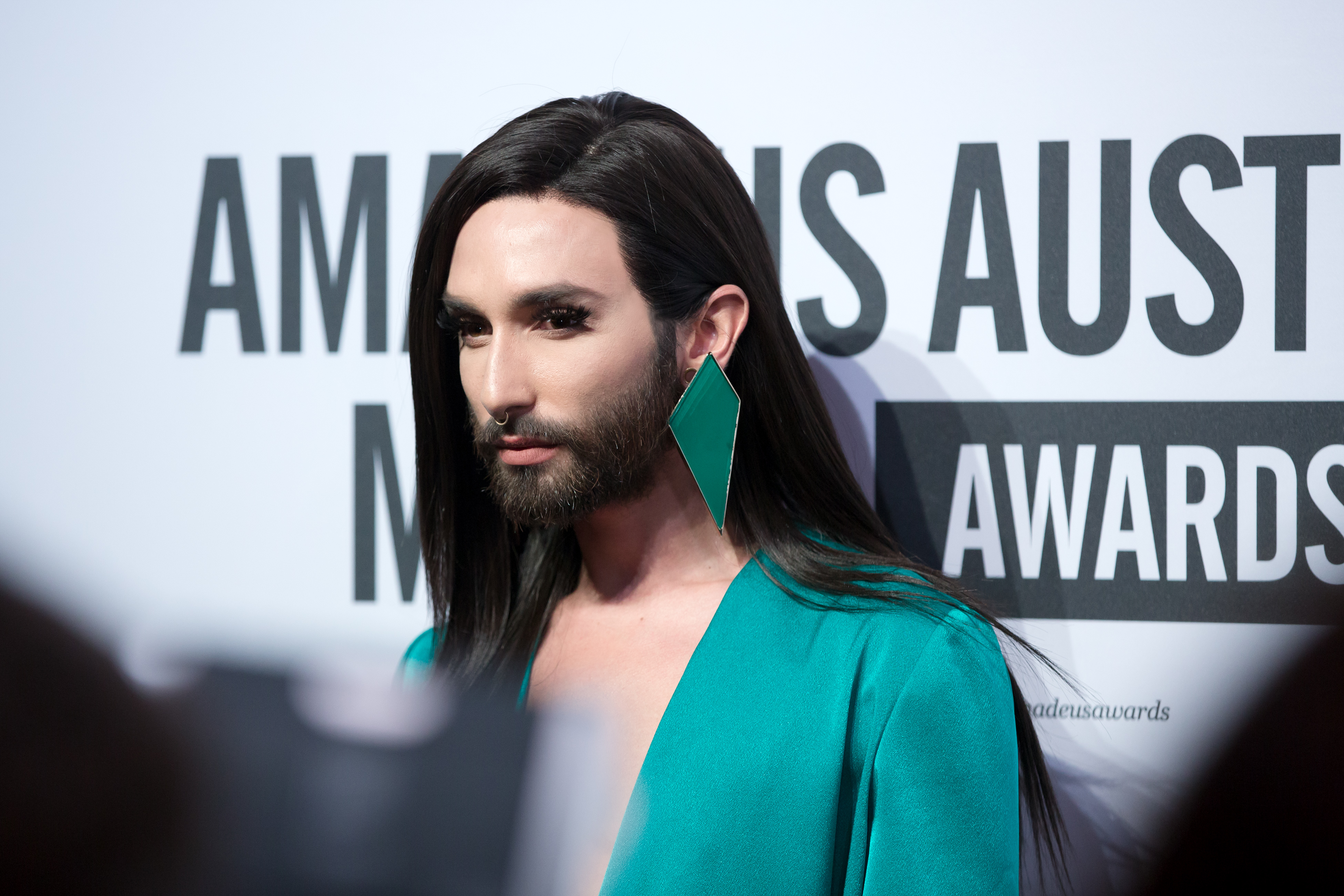
Conchita beim Amadeus 2016

## Veranstaltung
Moderiert wurde die Veranstaltung erstmals von Conchita. Zu den Künstlern, die bei der Verleihung das musikalische Rahmenprogramm gestalteten, gehörten neben Conchita, die für die Verleihung eine Coverversion von Falcos Rock Me Amadeus vortrug, auch Wanda, Pizzera & Jaus mit einer Unplugged-Version von Mama, Tagträumer mit Metronom, Ina Regen mit Wia a Kind, Yasmo, Melissa Naschenweng mit More Than You Know und Farewell Dear Ghost mit Pink Noise.
Die Rapperin Yasmo machte auf den schweren Stand, den Frauen im Musikbusiness haben, mit ihrem Song Girls Wanna Have Fun aufmerksam. Unterstützt wurde sie dabei auf der Bühne von einem Chor von Künstlerinnen, unter anderem von Clara Luzia, Mieze Medusa, Die Mayerin, Ina Regen, Birgit Denk, Virginia Ernst und Sabine Stieger.

## Preisträger und Nominierte

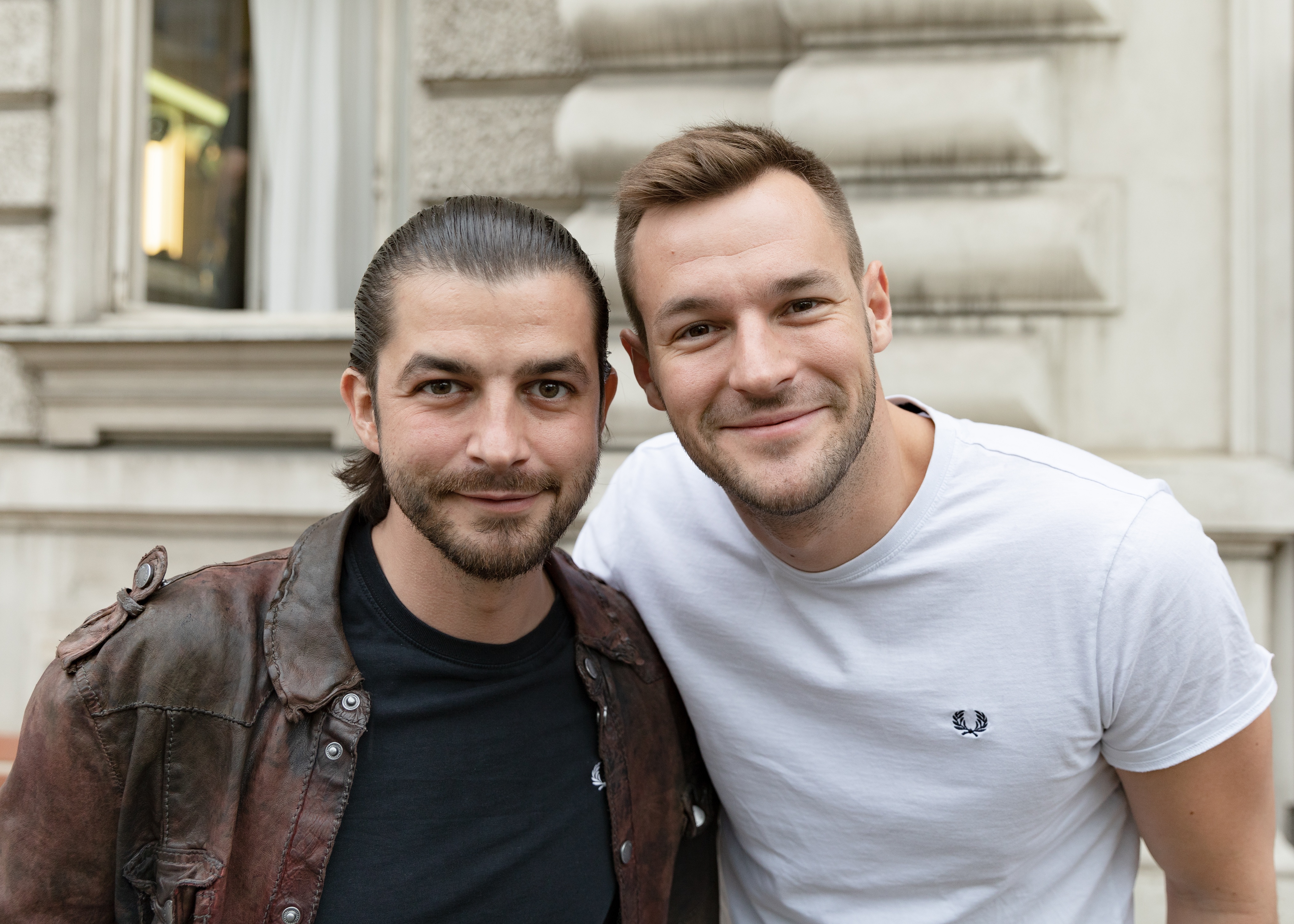
Pizzera & Jaus

### Album des Jahres
- Unerhört solide von Pizzera & Jaus

Weitere Nominierte:
- Anthrazit von RAF Camora
- Falco 60 von Falco
- Magic Life von Bilderbuch
- Niente von Wanda

### Song des Jahres
- Columbo von Wanda

Weitere Nominierte:
- Bungalow von Bilderbuch
- Eine ins Leben von Pizzera & Jaus
- Primo von RAF Camora
- Wie a Kind von Ina Regen

### Live Act des Jahres

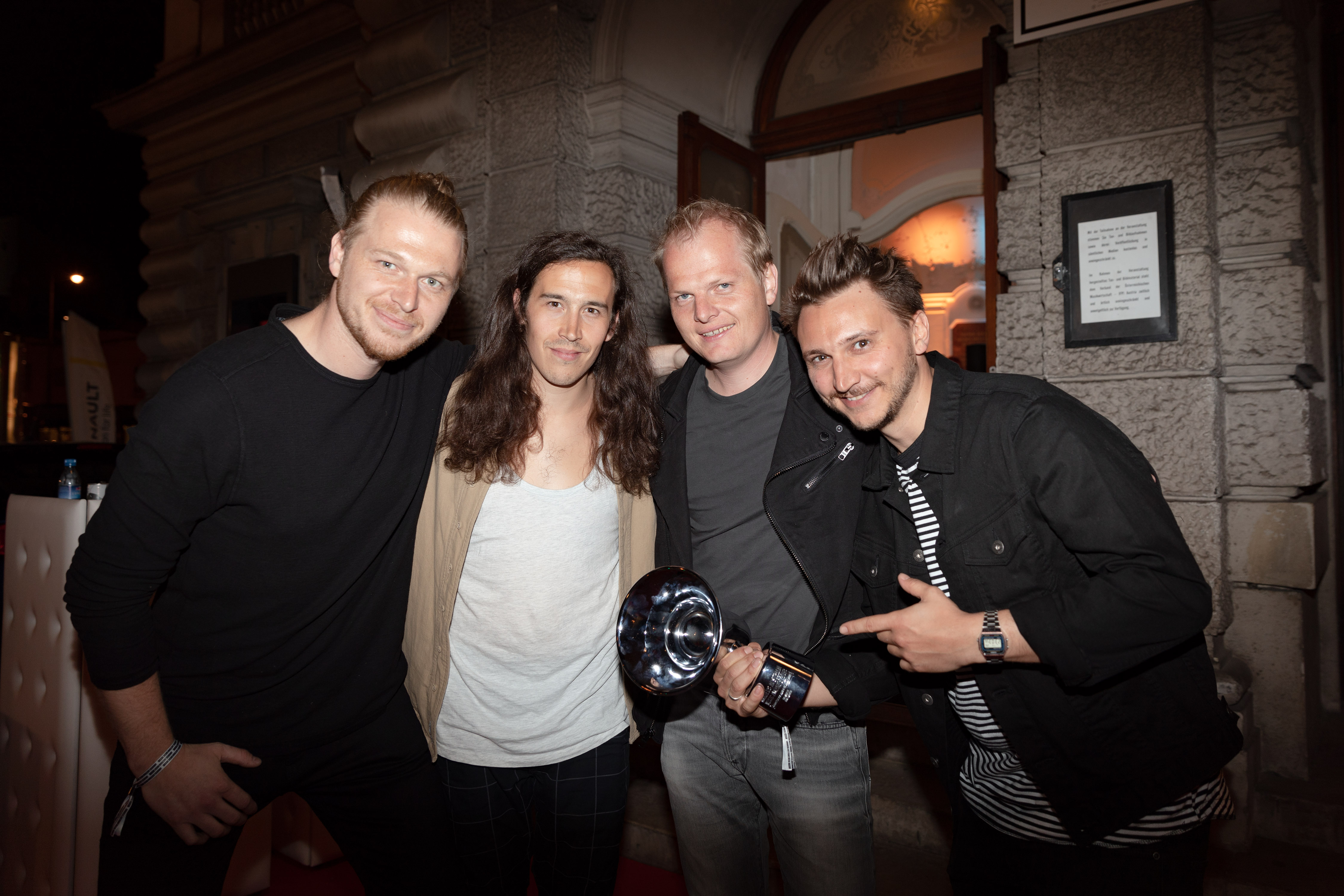
Mathias Kaineder, Gabriel Haider, Florian Ritt und Paul Slaviczek

- Bilderbuch

Weitere Nominierte:
- Andreas Gabalier
- Leyya
- Rainhard Fendrich
- Wanda

### Songwriter des Jahres
- Florian Ritt, Gabriel Haider (Musik & Text), Paul Slaviczek (Musik) und Mathias Kaineder (Text) für Mir laungts (Folkshilfe)

Weitere Nominierte:
- Andreas Grass und Nikola Paryla (Musik & Text) für Dance Like Nobody´s Watching (Marija)
- Peter Fiedler (Musik & Text) für In der Nacht (Nockalm Quintett)
- Johannes Herbst und Simon Lewis (Musik & Text) für All I Am (Simon Lewis)
- Thomas Schneider (Musik & Text) für Unendlich gleich (Tagtraeumer)

### Alternative

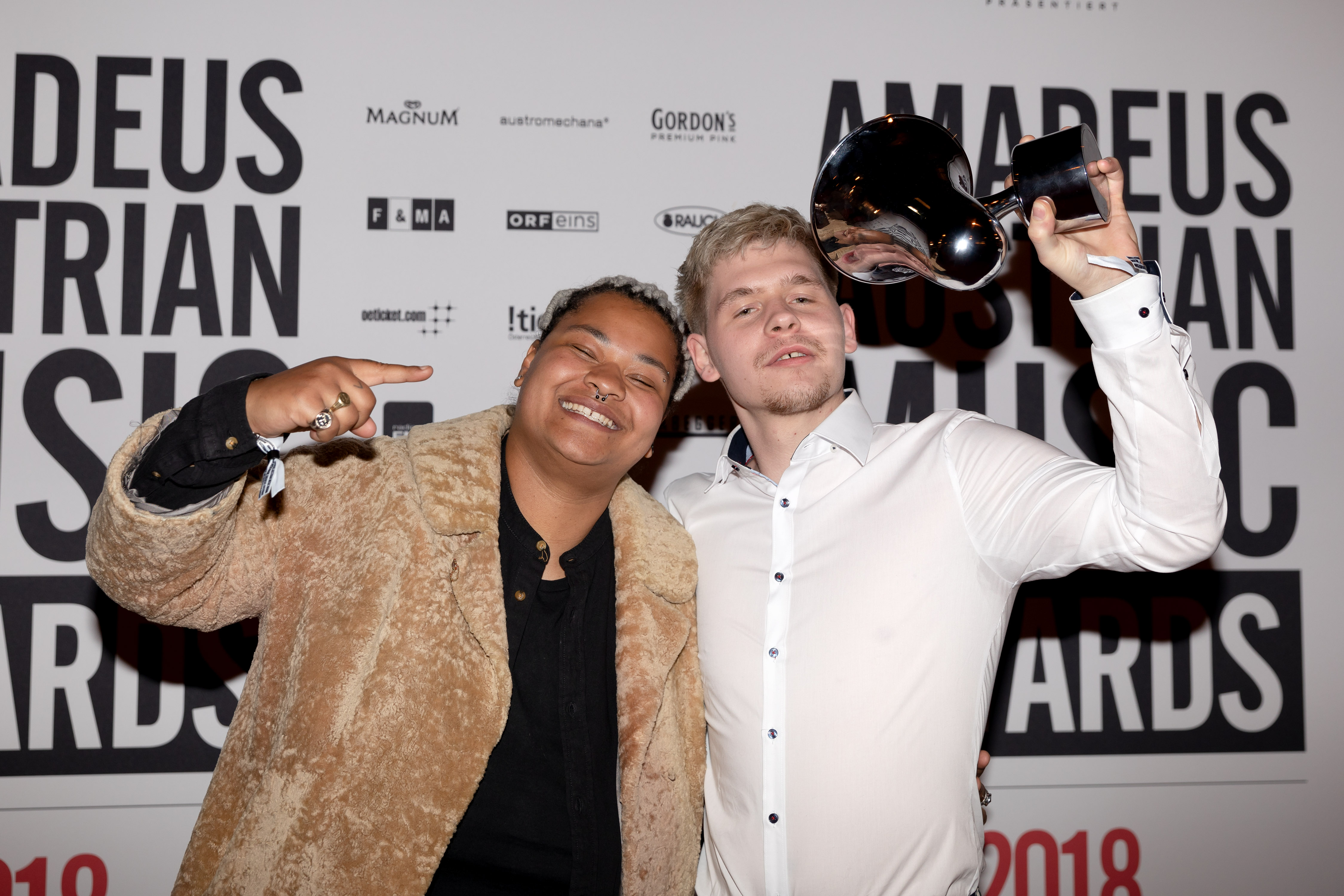
Möwe

- Leyya

Weitere Nominierte:
- Der Nino aus Wien
- Garish
- Mavi Phoenix
- Onk Lou

### Electronic / Dance

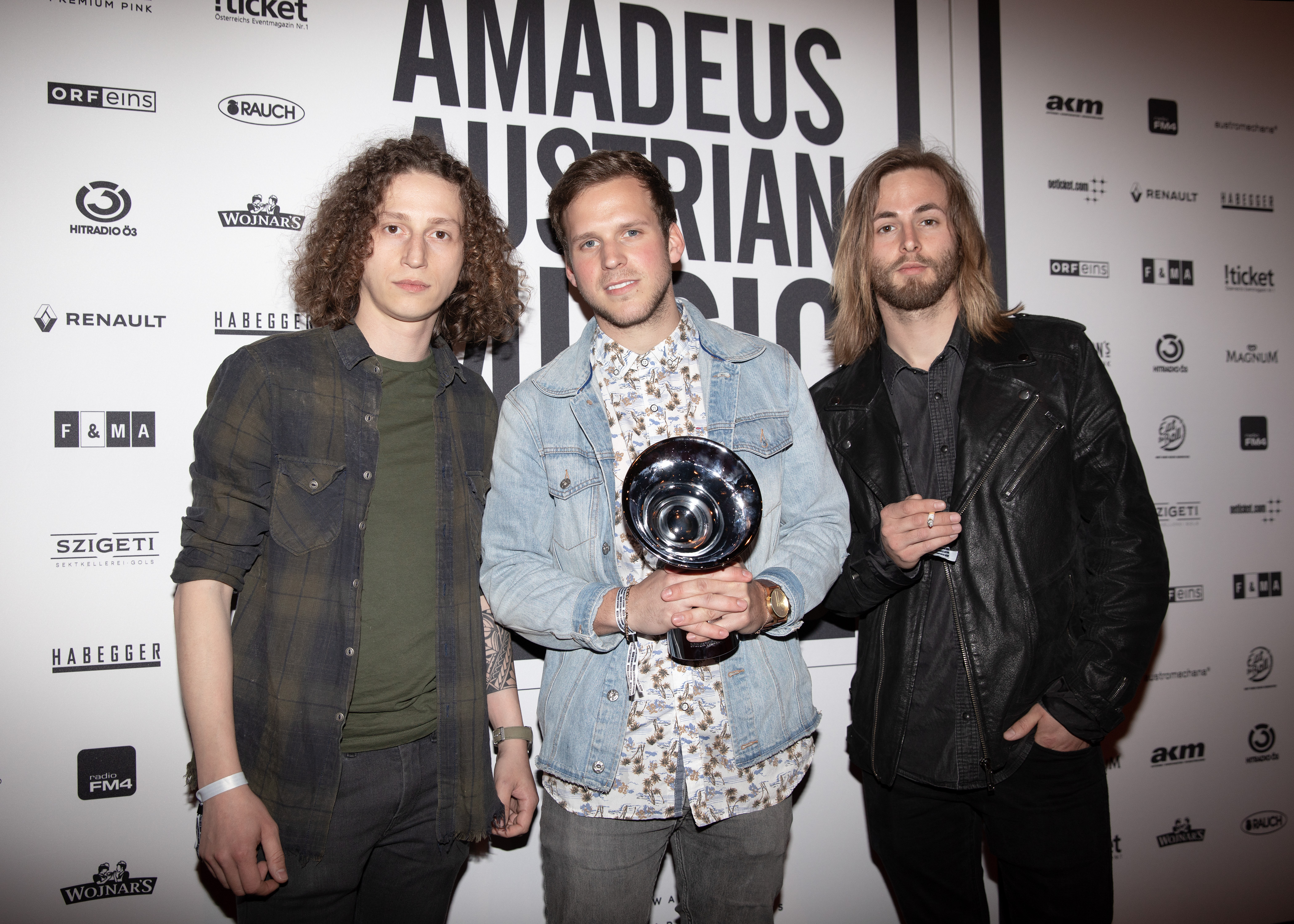
Kaiser Franz Josef

- Möwe

Weitere Nominierte:
- Marco Wagner & Dave Brown
- Parov Stelar
- Poptracker feat. Ariana
- Wandl

### Hard & Heavy
- Kaiser Franz Josef

Weitere Nominierte:
- Belphegor
- Mother’s Cake
- The Weight
- Turbobier

### HipHop / Urban

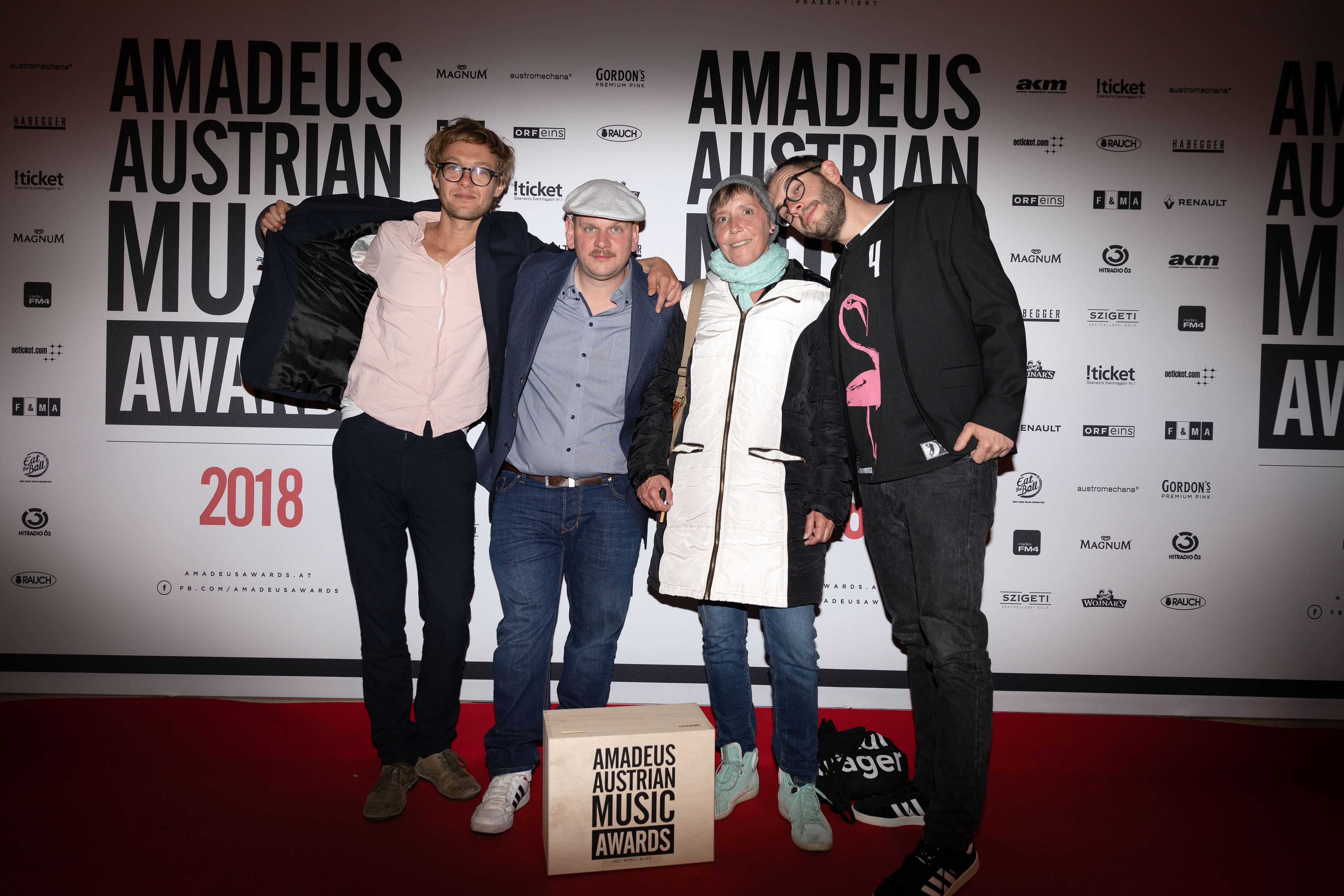
5/8erl in Ehr’n

- RAF Camora

Weitere Nominierte:
- Chakuza & Bizzy Montana
- Dame
- Yasmo & die Klangkantine
- Yung Hurn

### Jazz / World / Blues
- 5/8erl in Ehr’n

Weitere Nominierte:
- 5K HD
- Hubert von Goisern
- Molden, Resetarits, Soyka, Wirth
- Wilfried

### Pop / Rock

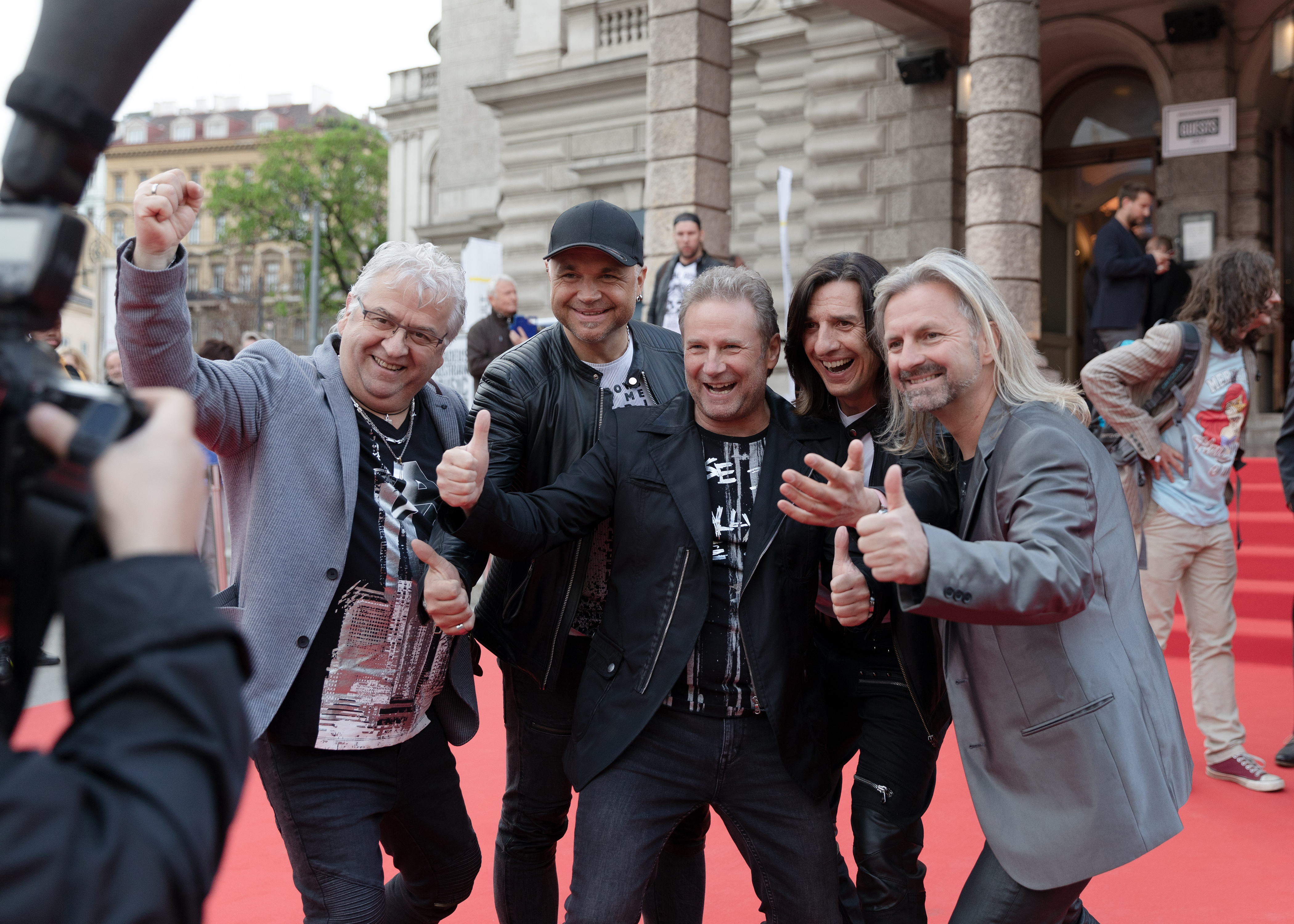
Nockalm Quintett

- Wanda

Weitere Nominierte:
- Bilderbuch
- Ina Regen
- Pizzera & Jaus
- Seiler und Speer

### Schlager/Volksmusik
- Nockalm Quintett

Weitere Nominierte:
- Die jungen Zillertaler
- Die Seer
- Nik P.
- Semino Rossi

### FM4 Award

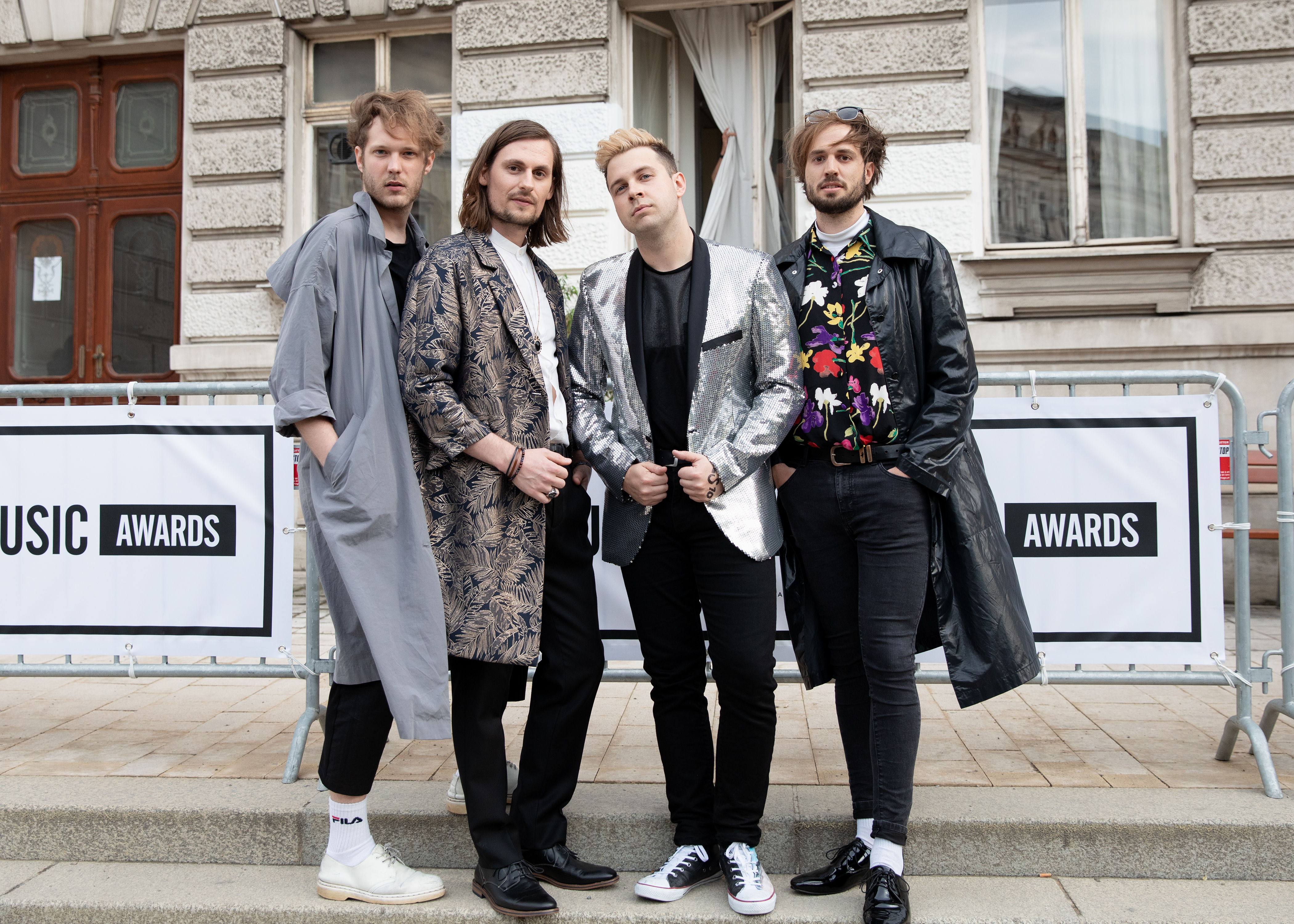
Farewell Dear Ghost

Für den FM4-Award wurden bis 19. Februar 2018 fünf Kandidaten per Online-Voting ermittelt, wobei 20 Kandidaten dafür zur Auswahl standen. Anschließend erfolgte eine zweite Votingrunde mit den fünf verbliebenen Finalisten.
- Farewell Dear Ghost[6]

Weitere Finalisten
- 5K HD
- Ankathie Koi
- Dives
- Mavi Phoenix

Weitere Nominierte
- Bilderbuch
- Camo & Krooked
- Cid Rim
- The Crispies
- Hunney Pimp
- HVOB
- Jugo Ürdens
- Kroko Jack
- Leyya
- Mile Me Deaf
- Molly
- Ogris Debris
- RAF Camora
- Wanda
- Yung Hurn

### Tonstudiopreis Best Sound
- Bilderbuch / „Magic Life“: Recording: Bilderbuch, Zebo Adam & Alex „Fire“ Tomann; Mix: Alex „Fire“ Tomann; Mastering: Martin Scheer; Künstlerische Produktion: Bilderbuch & Zebo Adam

Weitere Nominierte:
- 5K HD / „And To In A“: Recording: Evan Sutton, Manu Mayr, Markus Wallner; Mix: Maximilian Walch, Martin Siewert, Sixtus Preiss, Manu Mayr; Mastering: Martin Scheer; Künstlerische Produktion: 5K HD
- Camo & Krooked / „Mosaik“: Recording: Nikodem Milewski; Mix: Reinhard Rietsch, Markus Wagner; Mastering: Reinhard Rietsch, Markus Wagner; Künstlerische Produktion: Reinhard Rietsch, Markus Wagner
- Christoph Pepe Auer / „Songs I Like – Germany Edition“; Recording: Christoph Pepe Auer, Gregor Hilbe; Mix: Dietz Tinhoff; Mastering: Martin Scheer; Künstlerische Produktion: Christoph Pepe Auer, Gregor Hilbe
- Wanda / „Niente“: Recording: Paul Gallister, Lukas Turnovsky; Mix: Paul Gallister; Mastering: Robin Schmidt; Künstlerische Produktion: Paul Gallister;

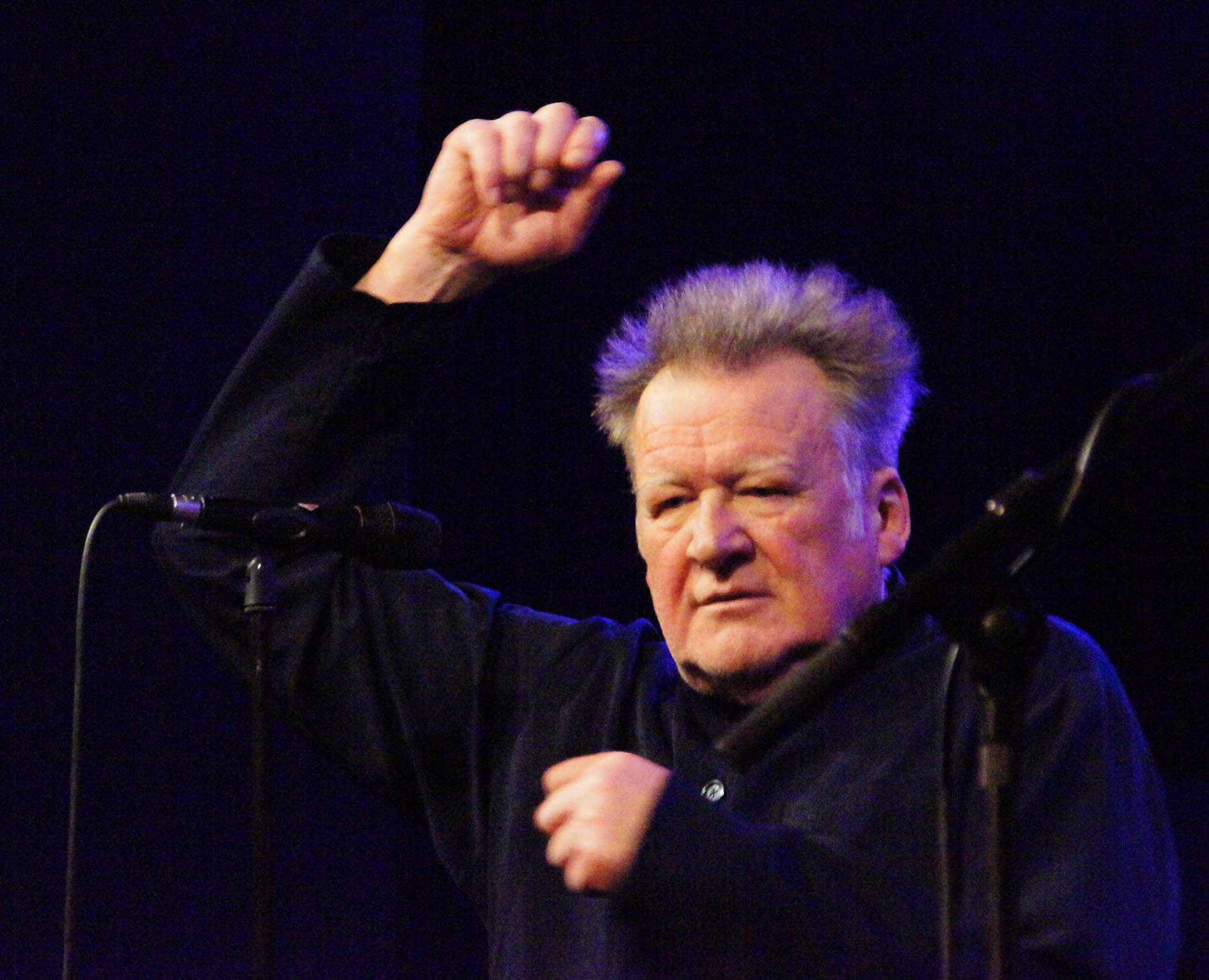
Wilfried (2013)

### Lebenswerk
- Wilfried Scheutz (posthum)[8]